# Оформляндія
«Оформляндія» — роман Маркіяна Камиша про піші паломництва в Чорнобильську зону. 
Поряд із романами Ієна Мак'юена, Маргарет Етвуд, Жозе Сарамагу й Елени Ферранте, «Оформляндія» в десятці книжок 2019 року Італії від la Repubblica, які «найкраще передають дух часу».
2021 року вийшло друге українське видання книги під назвою «Оформляндія. Чормет. Ряска», до якої окрім роману увійшли повість «Чормет» і оповідь «Ряска» (усі в авторській редакції). Автор називає це видання квінтесенцією його чорнобильських паломництв у серце пітьми.

## Відгуки
Роман «Оформляндія» називають знаковим. Західна критика порівнює стиль Камиша з Гантером Томпсоном, Джеком Керуаком і Чарльзом Буковські.
Роман схвально сприйняла світова преса. Протягом 2016—2022 Ґардіан охрестив текст «чудовим», Дейлі телеграф визнав, що твір «заворожує», Таймс зауважили «переконливий стиль» і авторську «пристрасть», Wall Street Journal назвали роман «панк-рок паломництвом у Чорнобиль», Le Point вказав, що це «чудово написано», la Repubblica відзначили «сильний характер», Юманіте нарікла «Фантастичною розповіддю про реальність катастрофи», ірландська Індепендент охарактеризувала як «незабутнє читання», il Manifesto наголосила, що це «… не хворобливий апокаліптичний туризм, але акт любові, знищення еґо, містичне занурення в застиглий світ, що постає перед нами у беззахисній і гострій красі», а Нью-Йорк таймс включила твір до списку очікуваної літератури з усього світу за 2020 рік із формулюванням «Його книга розказує казку, вдумливо і яскраво».
Publishers Weekly визнали роман захопливим дослідженням, зворушливою і суворою метафорою пострадянської порочності, яка «З точністю фіксує дивне поєднання краси та похмурості зони».
Культурна оглядачка французького Les Inrocks наголосила, що це «Блискучий текст між інтимною історією, пікантною прогулянкою та палючим документом про постчорнобиль» і підсумувала твір, як «Хворобливий та чарівний світ, нагадуючий фільми Тіма Бертона і Джима Джармуша, в яких Маркіян Камиш грає бодлерівського волоцюгу».
Рецензент італійської Corriere della Sera так підсумував рецензію на роман:«Завдяки стилю, врівноваженому між мовним екстазом відчайдушної мандрівки, між руйнацією реліктів історичної трагедії та жорстоким і сентиментальним мінімалізмом страхітливої реальності Камиш пише твір, здатний потрясти нас перед лицем людського болю і болю природи.»

## Історія створення
«Оформляндія» — темний бік Чорнобиля, його емоційний вимір і сталкерська сповідь. Відповідь на питання про те, що коїться в душі людини, яка роками і потай досліджує закинуту землю. Літкритиками визначається як роман, але подієве тло виписане на чорнобильському матеріалі, з досвіду автора, який називає текст «емоційною картографією» і «ґеопоетикою». Оповіді «Ряска», «Ріка», повість «Чормет», а також чисельні дописи Маркіяна в соціальній мережі Facebook доповнюють і розширюють світ «Оформляндії», виводячи її з субкультурного поля в площину дослідження останніх клаптиків поліської terra incognita, що довершує роман «Хазяїн», який іще розширює географію і досліджує вже українське Полісся. Маркіян — один з найдосвідченіших чорнобильських сталкерів. Текст роману «Оформляндія» був доступний в мережі з березня 2014 року. Після публікації в 2015 у «Нора-друк», роман схвально прийнятий українськими критиками і письменниками.